# Jeruzalémská bible
Jeruzalémská bible je původní francouzský překlad Písma svatého s bohatým poznámkovým aparátem. Jde o významné dílo katolické biblistiky, založené na dlouholeté práci Jeruzalémské biblické školy, která vznikla v r. 1890 iniciativou dominikánského řádu. Bible byla do francouzštiny překládána od r. 1946 a v r. 1956 byla poprvé vydána vcelku.
Pro své kvality překladu, podložené důkladným vědeckým zkoumáním, a především kvůli rozsáhlým hodnotným poznámkám je Jeruzalémská bible převáděna do řady jiných jazyků.

## Jeruzalémská biblická škola

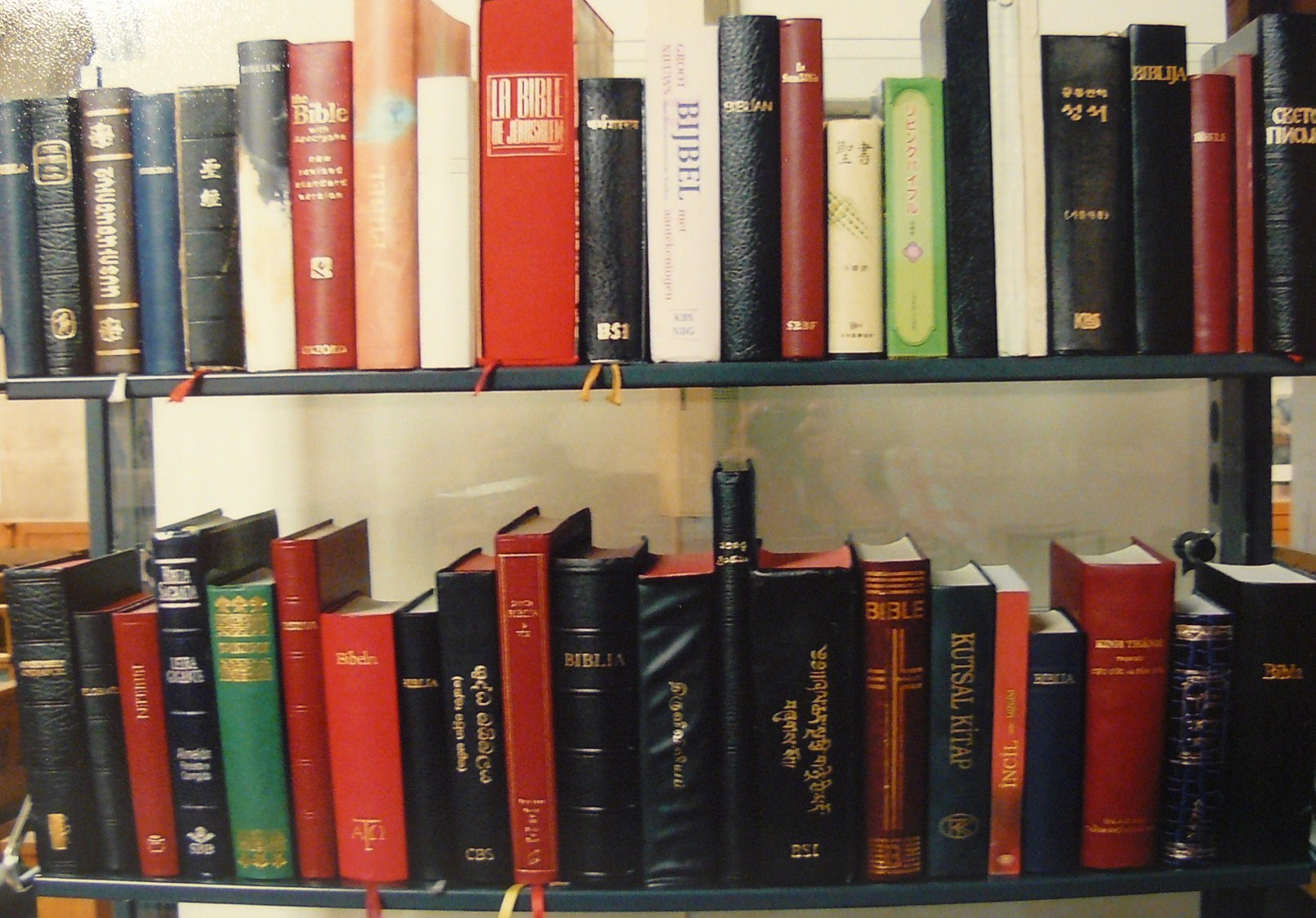
Sbírka biblí. Curych, Predigerkirche

Jeruzalémská biblická škola byla otevřena 15. listopadu 1890 v Jeruzalémě jako instituce, která má za úkol pěstovat biblická studia na vědeckém základě. Místo pro školu bylo vybráno jednak z hlediska historiografického, protože Jeruzalém je město, které má v Písmu svatém důležitý význam, jednak z důvodu existence dominikánského kláštera sv. Štěpána v Jeruzalémě jako vhodného působiště nové školy. Zakladatelem a dlouholetým ředitelem ústavu byl dominikán Marie-Joseph Lagrange (1855–1938), který měl mimořádný talent pro výchovu mladých vědců. K dominikánskému řádu patřila také většina tamních biblistů. Velkým povzbuzením pro práci školy byla encyklika papeže Lva XIII. Providentissimus Deus z r. 1893, která podporovala vědecky orientovanou katolickou exegetiku.
Původní úspěšné působení školy bylo po r. 1903 silně utlumeno z důvodu obav z tzv. modernismu, které převládly v římskokatolické církvi za papeže Pia X. K uvolnění poměrů došlo až vydáním encykliky Divino afflante Spiritu papeže Pia XII. v r. 1943.
Zanedlouho byla Jeruzalémská biblická škola vyzvána k modernímu překladu Písma svatého do francouzštiny. Po určitém váhání, které bylo zapříčiněno obavou z odložení vlastní badatelské práce, vedení školy s prací na překladu souhlasilo. Jeruzalémská bible, která byla poprvé vydána v r. 1956, je jedním z nejvýznamnějších počinů Jeruzalémské biblické školy. V současnosti je Biblická škola akreditována pro doktorská studia v rámci římskokatolických biblických studií.

## Jeruzalémská bible
S myšlenkou na moderní francouzský překlad Písma svatého přišel dominikán Thomas-Georges Chifflot z pařížského katolického nakladatelství Éditions du Cerf. Přál si, aby se nový překlad stal součástí duchovní obnovy Francie po druhé světové válce. Chifflot se s jeruzalémskými vědci dobře znal a pokládal Jeruzalémskou biblickou školu za jedinou, která je schopna překlad pořídit. Přes počáteční pochyby se škola do díla pustila. Roland de Vaux, vedoucí školy a znalec Starého zákona, společně s P. Benoitem, odborníkem na Nový zákon, sestavili rozsáhlý tým překladatelů – jak členů školy, tak i dalších biblistů.
Překlad vznikal od r. 1946 a postupně byly vydávány sešity s jednotlivými knihami bible. V letech 1949–1954 tak vyšly čtyřicet tři svazky s názvem Svatá Bible a podtitulem přeložená do francouzštiny pod vedením Jeruzalémské biblické školy. K vlastním biblickým textům byly připojeny úvody k jednotlivým knihám a rozsáhlý poznámkový aparát. V roce 1956 bylo dílo vydáno jako celek, přičemž byl částečně revidován překlad, především však upraveny a zkráceny úvody a poznámky.
Ve výsledném díle jsou biblické texty i poznámkový aparát ve vzájemné harmonii; poznámky vlastní texty neruší, ale vhodně je doplňují. Při překladu byla dávána přednost věrnosti originálu, teprve na dalším místě byla srozumitelnost a literární hodnota. Překlad se nesnaží vnášet do textu Písma literární kvality, jež nejsou vlastní originálu. V r. 1973 vyšla bible ve druhém revidovaném vydání již pod názvem Jeruzalémská bible (La Bible de Jérusalem). Potřetí bylo dílo vydáno s malými úpravami v r. 1999.

## Překlady do jiných jazyků
Vysoká kvalita francouzského překladu ‘La Bible de Jérusalem’ (1956, 1973, 1999) spolu s rozsáhlými poznámkami vedly k převodu Jeruzalémské bible do dalších jazyků – angličtiny: 'The Jerusalem Bible' (1966), němčiny: Jerusalemer Bibel (1968), italštiny: Bibbia di Gerusalemme (1974), španělštiny: Biblia de Jerusalén (1974), portugalštiny: Bíblia de Jerusalém (1981), polštiny: Biblia Jerozolimska (2006), češtiny: ‘Jeruzalémská bible’ (2009) atd.
Anglický překlad byl revidován s použitím předlohy 2. revidovaného vydání (1973) francouzského originálu. Toto přepracované vydání vyšlo pod názvem ‘New Jerusalem Bible’ (1985). Na anglickém překladu spolupracoval kromě jiných J. R. R. Tolkien, který přeložil knihu Jonáš a spolupracoval s dalšími překladateli také jako stylistický konzultant.

## Česká verze Jeruzalémské bible
V českém prostředí se myšlenky vydání české verze Jeruzalémské bible ujal dominikán Dominik Duka (pozdější arcibiskup pražský a primas český). Překlad vznikal od roku 1980, nejprve v určité ilegalitě v době komunistického režimu, od konce roku 1989 už bez starostí o možnost a způsob publikování. Jeruzalémskou bibli z francouzštiny (podle 2. vydání z roku 1973) přeložili manželé František X. a Dagmar Halasovi, na překladu poznámek spolupracovala dominikánka Terezie Brichtová.
Základním principem překladu byla (stejně jako u francouzských biblistů) věrnost originálu. Výsledné znění biblických textů bylo vypracováno metodou srovnávacího překladu z francouzské předlohy a původních biblických jazyků, z hlediska terminologie byla inspirací také tradice českých překladů 20. století. Odbornými konzultanty v biblistice byli Jaroslav Brož, Dominik Duka, Stanislav Krátký, Augustin Malý, Marek Mayer, Josef Poul, Ladislav Tichý, Benedict T. Viviano, Miloslav Vlk.
Podobně jako u francouzského vzoru byla bible nejprve publikována v pracovních sešitových vydáních: v letech 1992–2008 byla vydána v sedmnácti svazcích dominikánským nakladatelstvím Krystal OP. Česká Jeruzalémská bible v celkovém jednosvazkovém vydání byla vydána v roce 2009 nakladatelstvím Krystal OP a Karmelitánským nakladatelstvím ve dvou provedeních: standardním a výpravném.

## Význam překladu
Po staletích tak je k dispozici první úplný český katolický překlad Svatého Písma, který je moderní a poprvé dostupný i veřejně. Hegerův katolický překlad z 50. let 20. století byl totiž neúplný a ostatní překlady v češtině (ČEP, BKR, PNS, B21) jsou výsledkem práce nekatolických skupin. Tento překlad je tak výjimečným počinem úsilí katolické skupiny pro biblistiku 21. století.
Významný je po stránce historické a vědecké biblistiky, ale také z hlediska přístupnosti veřejnosti. Z hlediska teologického zavádí též významnou novinku v praxi římskokatolické církve v českých zemích, a to užíváním tetragrammatu, Božího jména, v psaném překladu Bible ve tvaru Jahve. Do značné míry tak porušuje starodávnou českou tradici nahrazování tetragrammatu slovem 'Hospodin' (ze staroslověnského “Господь”, což znamená „pán“).
V jiných jazycích též Jeruzalémská bible uvádí obvyklé formy tetragrammatu (např. v anglickém překladu tvar Yahweh, Yah, Hallelujah, namísto opisného tvaru LORD (PÁN).

## Ukázky
Gn 1,1-1,5:
- Jeruzalémská bible: Na počátku stvořil Bůh nebe a zemi. Země byla pustá a prázdná, tma halila propast, Boží vítr vířil nad vodami. Bůh řekl: „Budiž světlo,“ a bylo světlo. Bůh viděl, že světlo je dobré, a Bůh oddělil světlo od tmy. Bůh nazval světlo „den“ a tmu „noc“. Byl večer a bylo jitro: první den.
- srv. Český ekumenický překlad: Na počátku stvořil Bůh nebe a zemi. Země byla pustá a prázdná a nad propastnou tůní byla tma. Ale nad vodami vznášel se duch Boží. I řekl Bůh: „Buď světlo!“ A bylo světlo. Viděl, že světlo je dobré, a oddělil světlo od tmy. Světlo nazval Bůh dnem a tmu nazval nocí. Byl večer a bylo jitro, den první.

Lk 2,8–2,12:
- Jeruzalémská bible: V té krajině byli pastýři, žili venku v polích a za nočních hlídek střežili svá stáda. Anděl Páně stanul vedle nich a rozzářila se kolem nich sláva Páně; a jich se zmocnila veliká bázeň. Ale anděl jim řekl: „Nebojte se, neboť hle, zvěstuji vám velikou radost, která bude radostí všeho lidu; dnes se vám v Davidově městě narodil Spasitel, je to Kristus Pán. A toto vám bude znamením: najdete novorozeně zabalené do plenek a ležící v jeslích.“
- srv. Český ekumenický překlad: A v té krajině byli pastýři pod širým nebem a v noci se střídali v hlídkách u svého stáda. Náhle při nich stál anděl Páně a sláva Páně se rozzářila kolem nich. Zmocnila se jich veliká bázeň. Anděl řekl: „Nebojte se, hle, zvěstuji vám velikou radost, která bude pro všechen lid. Dnes se vám narodil Spasitel, Kristus Pán, v městě Davidově. Toto vám bude znamením: Naleznete děťátko v plenkách, položené do jeslí.“

1Kor 13,1-13,3:
- Jeruzalémská bible: I kdybych mluvil jazyky lidskými a andělskými, nemám-li lásku, nejsem než zvonící kov nebo dunící cimbál. I kdybych měl dar proroctví a poznal všechna tajemství i veškeré vědění, i kdybych měl plnost víry, takže bych hory přenášel, nemám-li lásku nejsem nic. I kdybych rozdal veškeré své jmění v almužnách, i kdybych vydal své tělo plamenům, nemám-li lásku, k ničemu mi to není.
- srv. Český ekumenický překlad: Kdybych mluvil jazyky lidskými i andělskými, ale lásku bych neměl, jsem jenom dunící kov a zvučící zvon. Kdybych měl dar proroctví, rozuměl všem tajemstvím a obsáhl všecko poznání, ano, kdybych měl tak velikou víru, že bych hory přenášel, ale lásku bych neměl, nic nejsem. A kdybych rozdal všecko, co mám, ano kdybych vydal sám sebe k upálení, ale lásku bych neměl, nic mi to neprospěje.